# Final da Copa da UEFA de 2008–09
A Final da Copa da UEFA de 2008-09 foi a 38ª edição da Taça UEFA do futebol europeu. A final foi jogada no Estádio Şükrü Saracoğlu, a casa do Fenerbahçe, em Istambul, na Turquia, em 20 de maio de 2009. Foi a última temporada a usar um formato atual, com início em 2009, o evento foi conhecido como a UEFA Europa League.

## Estatísticas
O jogo foi jogado no Estádio Şükrü Saracoğlu, casa terreno do Fenerbahçe, em Istambul, na Turquia em 20 de maio de 2009, sendo o Shakhtar Donetsk campeão. Foi a segunda final europeia de futebol realizado na Turquia, após a Final da Liga dos Campeões da UEFA de 2004–05, que foi realizada em Istambul em outro local, no Estádio Olímpico Atatürk.

## Detalhes
| 20 de maio de 2009 | Shakhtar Donetsk                | 2 - 1 (a.p.) | Werder Bremen | Estádio Şükrü Saraçoğlu, Istanbul              |
| 20:45              | Luiz Adriano 25'' · Jádson 97'' | Relatório    | Naldo 35''    | Público: 37 357 Árbitro: Luis Medina Cantalejo |

| Shakhtar Donetsk | Werder Bremen |

| SHAKHTAR DONETSK: |    |                     |     |      |
|                   |    |                     |     |      |
| GK                | 30 | Andriy Pyatov       |     |      |
| RB                | 33 | Darijo Srna ()      | 57' |      |
| CB                | 5  | Oleksandr Kucher    |     |      |
| CB                | 27 | Dmytro Chyhrynskyi  |     |      |
| LB                | 26 | Răzvan Raţ          |     |      |
| DM                | 18 | Mariusz Lewandowski | 77' |      |
| DM                | 7  | Fernandinho         |     |      |
| RM                | 11 | Ilsinho             | 87' | 100' |
| LM                | 22 | Willian             |     |      |
| AM                | 8  | Jádson              |     | 112' |
| CF                | 17 | Luiz Adriano        |     | 90'  |
| Substuições:      |    |                     |     |      |
| GK                | 12 | Rustam Khudzhamov   |     |      |
| DF                | 4  | Igor Duljaj         |     | 112' |
| DF                | 32 | Mykola Ischenko     |     |      |
| DF                | 36 | Oleksandr Chyzhov   |     |      |
| MF                | 19 | Oleksiy Hai         |     | 100' |
| FW                | 21 | Oleksandr Hladky    |     | 90'  |
| FW                | 99 | Marcelo Moreno      |     |      |
| Técnico:          |    |                     |     |      |
| Mircea Lucescu    |    |                     |     |      |

| WERDER BREMEN: |    |                    |        |      |
|                |    |                    |        |      |
| GK             | 1  | Tim Wiese          |        |      |
| RB             | 8  | Clemens Fritz      | 82'    | 95'  |
| CB             | 15 | Sebastian Prödl    |        |      |
| CB             | 4  | Naldo              |        |      |
| LB             | 2  | Sebastian Boenisch | 120+2' |      |
| CM             | 22 | Torsten Frings     | 45+1'  |      |
| CM             | 6  | Frank Baumann ()   |        |      |
| RW             | 25 | Peter Niemeyer     |        | 103' |
| LW             | 11 | Mesut Özil         |        |      |
| CF             | 24 | Claudio Pizarro    |        |      |
| CF             | 9  | Markus Rosenberg   |        | 78'  |
| Substuições:   |    |                    |        |      |
| GK             | 33 | Christian Vander   |        |      |
| DF             | 3  | Petri Pasanen      |        | 95'  |
| DF             | 5  | Duško Tošić        |        |      |
| MF             | 7  | Jurica Vranješ     |        |      |
| MF             | 16 | Alexandros Tziolis | 115'   | 103' |
| FW             | 14 | Aaron Hunt         |        | 78'  |
| FW             | 34 | Martin Harnik      |        |      |
| Técnico:       |    |                    |        |      |
| Thomas Schaaf  |    |                    |        |      |

| Melhor em campo: Willian (Shakhtar) Árbitros assistentes: Jesús Guadamuro Roberto Palomar 4º Árbitro: Alfonso Burrull |

| Campeão                    |
| -------------------------- |
| SHAKHTAR DONETSK 1º titulo |